# Operculina pinnatifida
Operculina pinnatifida är en vindeväxtart som först beskrevs av Carl Sigismund Kunth, och fick sitt nu gällande namn av O'donell. Operculina pinnatifida ingår i släktet Operculina och familjen vindeväxter. Inga underarter finns listade i Catalogue of Life.